# Staphylococcus aureus resistent a la meticil·lina

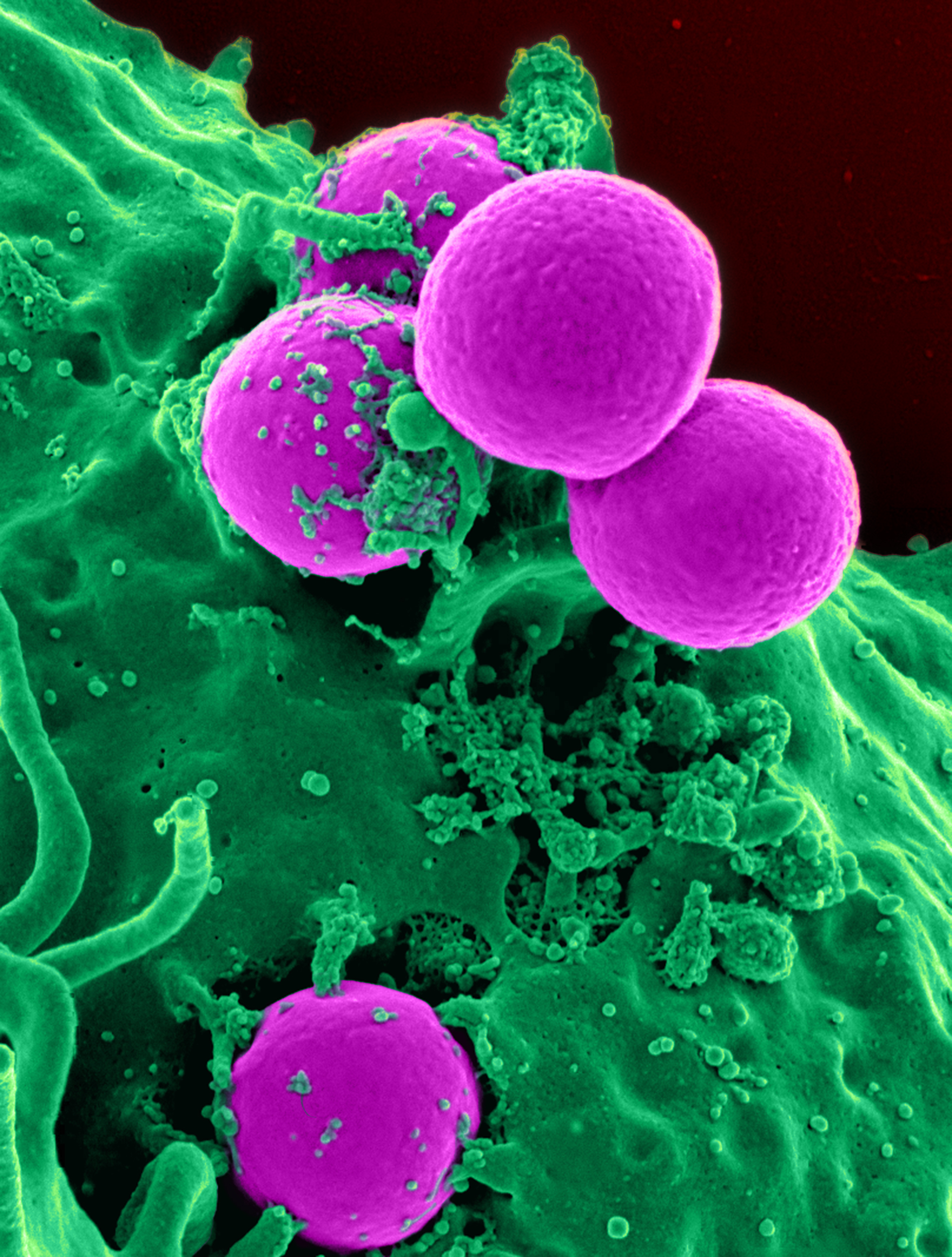
Micrografia electrònica d'exploració d'un neutròfil humà que ingereix un MRSA

L'Staphylococcus aureus resistent a la meticil·lina (MRSA, de Methicillin-resistant Staphylococcus aureus i pronunciat popularment com marsa) es refereix a un grup de bacteris grampositius que són genèticament diferents d'altres soques d'estafilococ daurat (Staphylococcus aureus). El MRSA és responsable de diverses infeccions difícils de tractar en humans. El MRSA és qualsevol soca de S. aureus que ha desenvolupat, mitjançant la transferència de gens horitzontal i la selecció natural, múltiples resistències als antibiòtics beta-lactàmics. Els antibiòtics beta-lactàmics (β-lactamics) són un grup d'ampli espectre que inclouen alguns penems (derivats de la penicil·lina com la meticil·lina i l'oxacil·lina) i cefems com les cefalosporines. Les soques que no poden resistir a aquests antibiòtics es classifiquen com S. aureus susceptibles a la meticil·lina o MSSA.
El MRSA és freqüent en hospitals, presons i residències per a gent gran, on les persones amb ferides obertes, dispositius invasius com catèters i sistemes immunitaris debilitats tenen un major risc d'infecció adquirida en l'hospital. El MRSA va començar com una infecció adquirida en l'hospital, però s'ha convertit en adquirida en la comunitat i en bestiar. Els termes HA-MRSA (MRSA associat a l'assistència sanitària o adquirit en l'hospital), CA-MRSA (MRSA associat a la comunitat) i LA-MRSA (MRSA associat al bestiar) ho reflecteixen.